# Діллінген-на-Дунаї
Діллінген-на-Дунаї (нім. Dillingen an der Donau) — місто в Німеччині, у федеральній землі Баварія. Підпорядковане адміністративному округу Швабія. Адміністративний центр району Діллінген.
Площа — 75,59 км2. Населення становить 19 314 ос. (станом на 31 грудня 2020).